# Casa Palacio de Ricardo Augustín
La Casa Palacio de Ricardo Augustin es un edificio de viviendas, de importancia arquitectónica, ubicado en la plaza de Ramales nº 1 de Madrid (España), con vuelta a la calle de la Amnistía y calle de Vergara. Se comenzó a construir en 1920 bajo el proyecto y dirección del arquitecto Cayo Redón Tapiz y a petición de Ricardo Augustin, un hombre de negocios dedicado a la banca y a la promoción inmobiliaria.

## Historia
Ricardo Augustín y su esposa Elvira Zulueta, residentes en Vitoria (Álava), habían mandado construir una casa-palacio en esta ciudad cuyas obras se terminaron en 1916. Apenas disfrutaron conjuntamente de esta mansión pues un año más tarde murió Elvira. Augustín fue preparando su nueva residencia en Madrid, donde se trasladaría hacia los años 30 del siglo XX.
La obra de la casa-palacio de Madrid comenzó en 1920 y terminó en 1922 bajo la dirección del arquitecto Cayo Rendón Tapiz que tuvo que transformar a tal efecto un inmueble de viviendas. 

## Descripción
Es un edificio que da a dos calles (Vergara y Amnistía) y una plaza (Ramales), por lo que el arquitecto aprovecha la situación para resaltar la fachada que da a la plaza construyendo un mirador rematado por un torreón.
La modificación más llamativa fue el añadido central de la torre, a la que dio un cierto aire medieval que recordaba a algunas casas de ciudades italianas. Para tal resolución añadió un quinto piso a las cuatro alturas existentes y dedicó especial cuidado a la fachada principal que da a la plaza. Puesto que en los otros pisos había cuatro huecos de balcones en el quinto añadido fue necesario hacer un grupo central con tres huecos más los dos de las esquinas para dar paso a la torre central. Los tres balcones centrales están separados por pilastras muy decoradas y tanto ellos como los dos laterales muestran una balaustrada de piedra. Esta solución de abrir un hueco central con tres balcones dio lugar a que la torre se encontrara centrada y con una apariencia arquitectónica y simetría muy equilibradas. Sobre los balcones de las esquinas y a nivel de la torre diseñó el arquitecto unas terrazas ajardinadas desde las que se puede disfrutar de buenas vistas sobre esa parte de Madrid.
El arquitecto se ocupó también de redecorar las fachadas con rejerías y molduras nuevas y en las dos plantas añadidas introdujo una decoración pictórica llevada a cabo por el pintor muralista Agustín Espí Carbonell.
En la esquina de la fachada principal con la calle de Vergara subsiste una pequeña capilla con una «virgen rinconera» alumbrada por un farol; es una imagen de la Dolorosa y es la última que queda en Madrid donde en otro tiempo abundó este tipo de demostración devocional.

## Galería

Detalles del edificio
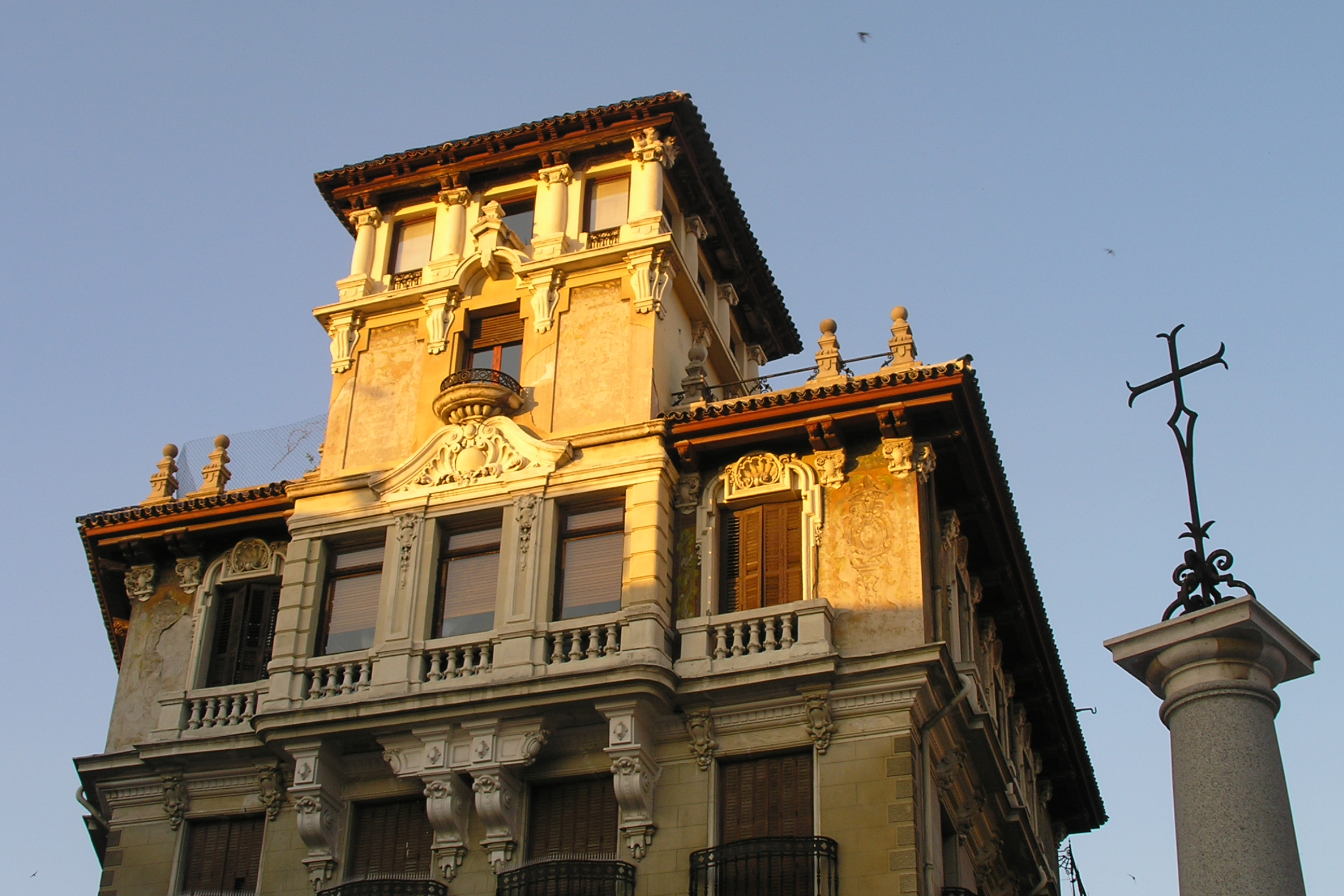
Los dos pisos añadidos
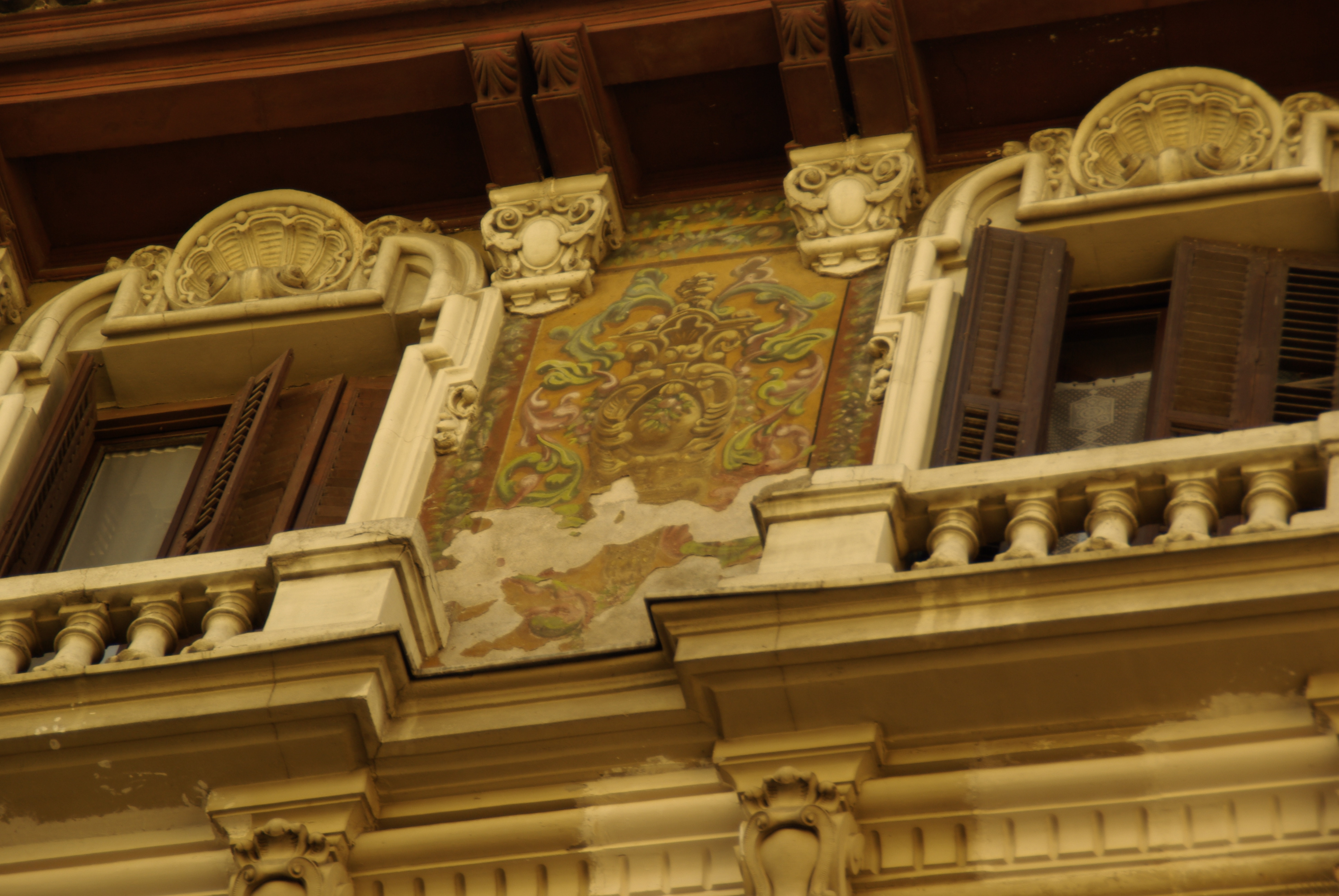
Detalle de los murales de Agustín Espí Carbonell
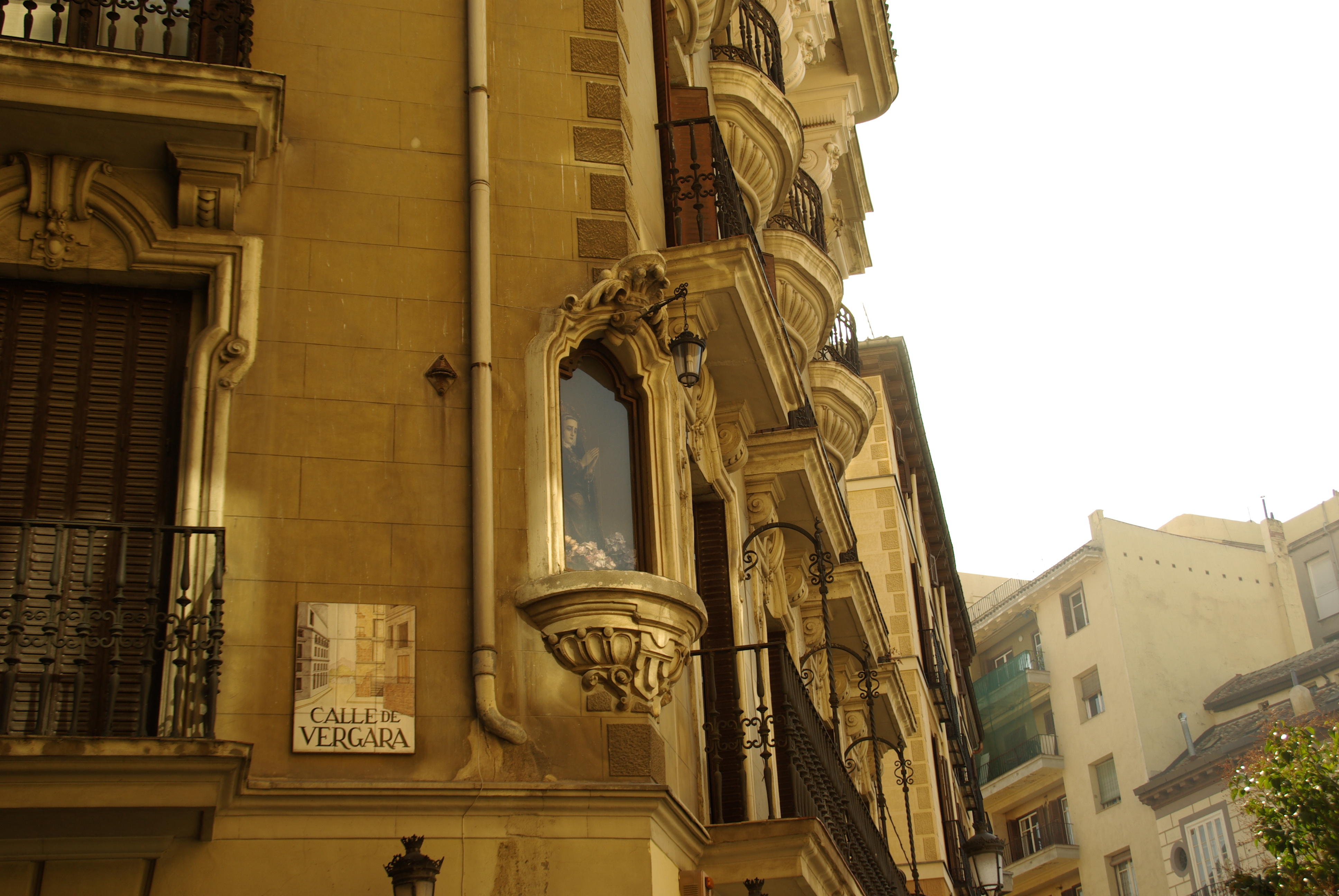
Virgen rinconera